# 자카르타 프로젝트
자카르타 프로젝트(Jakarta Project)는 자바 플랫폼을 위한 오픈 소스 소프트웨어를 만들고 정비하는 프로젝트이다. 아파치 소프트웨어 재단의 원조 아래 마치 우산을 씌운듯한 포괄적인 프로젝트 형태로 수행되고 있고, 모든 자카르타 프로젝트의 제품들은 아파치 라이선스 하에 공개되고 있다.
2011년 12월 21일부로 자카르타 프로젝트는 종료되어 더 이상 서비스를 제공하지 않는다.

## 역사
자카르타 프로젝트는 1999년 각종 자바기반의 오픈소스들을 모아서 지원하기 위해 만들어졌다. 2005년에 아파치 소프트웨어 재단의 프로젝트간 계층을 줄이고 "평평하게" 프로젝트를 구성하고자 하는 원칙에 따라 자카르타의 하위 프로젝트들 중 일부는 아파치 최상위 프로젝트로 승격이 되었고 2011년까지 계속되어왔다.
2011년 12월 21일 JMeter 프로젝트를 최상위 프로젝트로 승격시킨 것을 마지막으로 자카르타 프로젝트 자신도 종료되고 Apache Attic으로 옮겨갔다.

자카르타 프로젝트의 한글화 사이트인 자카르타-서울 프로젝트가 존재했으나 2005년 이후 업데이트되지 않고 현재는 도메인이 없어진 상황이다.

## 하위 프로젝트
도구와 라이브러리와 프레임워크를 포함한 자카르타 프로젝트의 주된 성과물들은 다음과 같다.

### 최상위로 승격된 프로젝트
다음 프로젝트들은 초기에 자카르타 프로젝트의 아래에서 시작되었으나 독립된 프로젝트로 운영되고 있다.
- 앤트 - 빌드 도구
- 메이븐 - 프로젝트의 빌드와 관리 도구
- 스트럿츠 - 웹 애플리케이션 개발 프레임워크
- 톰캣 - JSP/서블릿 컨테이너
- 태피스트리 - 자바로 다양하고 다이나믹하고 범용성있는 웹 애플리케이션을 만들기 위한 프레임워크. 자바빈즈 프로퍼티 기반의 컴포넌트 오브젝트 모델이다.
- Hivemind - 서비스이자 환경설정 마이크로커널.
- 커먼즈 - 자바 표준 라이브러리를 보완하기 위한 유용한 클래스 모음
- HttpComponents- 하이퍼텍스트 전송 프로토콜
- POI - 마이크로소프트의 대중적인 파일 포맷을 접근하게 해주는 API
- 터빈 - 빠른 개발을 목표로 하는 웹 애플리케이션 프레임워크
- 벨로시티 - 웹 템플릿 엔진
- JMeter - 서버에의 부하와 스트레스를 테스트

### 커먼즈로 옮겨간 프로젝트
다음 프로젝트는 커먼즈 로 옮겨서 개발되고 있다.
- BCEL - 자바 바이트 코드를 다루는 라이브러리
- BSF - 자바 애플리케이션에서 스크립트 언어를 지원하기 위한 프레임워크
- JCS - 자바로 제작된 분산 캐싱 시스템

### 톰캣으로 옮겨간 프로젝트
- Taglibs - JSP 커스텀 태그 라이브러리(JSTL)

### 종료된 프로젝트
다음 프로젝트는 철수하여 더 이상 지원되지 않고 있다.
- Cactus - 서버사이드의 자바 클래스 유닛 테스트 프레임워크
- ECS - 다양한 마크업 언어의 요소들을 생성해주는 자바 API. (The Element Construction Set)
- ORO - Perl5 호환 정규식 지원 자바 클래스
- Regexp - 순수 자바 언어 정규식 지원 API
- Slide - WebDAV를 사용하는 콘텐츠 저장소